# وارنر (ویرجینیا غربی)
وارنر، ویرجینیا غربی (به انگلیسی: Varner, West Virginia) یک منطقهٔ مسکونی در ایالات متحده آمریکا است که در شهرستان جکسون، ویرجینیای غربی واقع شده‌است.

## خصوصیات
وارنر ۱۷۷٫۰۹ متر بالاتر از سطح دریا واقع شده‌است.